# Виїмкова дільниця
Виїмкова дільниця (рос. выемочный участок, англ. mining district, mining area; нім. Gewinnungsabteilung f) — при підземному видобуванні корисних копалин — дільниця одного пласта, що вміщена в межах одного підповерху та одного крила виїмкового поля. При розробці лавами-поверхами поняття виїмкового поля та виїмкової дільниці збігаються.